# Södermanlands runinskrifter 97
Runinskrift Sö 97 är en runsten som nu står på kyrkogården vid Jäders kyrka, Jäders socken i Eskilstuna kommun. Den står till höger om Sö 96 och i kyrkans södra yttervägg sitter den så kallade Limpan inmurad.

## Stenen
När stenen hittades 1866 låg den inkapslad under golvet. Den fritogs och restes därefter ute på kyrkogården. Ristningen är skadad och en del runor saknas liksom även bitar av den ornerade runslingan. Slingan som bildar en cirkel är sammanknuten i motivets övre del. Stenen är korsmärkt i dess nedre del och textens tre sista ord står inristade på stenens vänstra kortsida. Den från runor translittererade och översatta inskriften följer nedan:  

## Inskriften
Nusvenska: "Åsgöt reste denna sten efter ... sin fader, fosterbroder till Arne." 